# Крал Лир
Вижте пояснителната страница за други значения на Крал Лир.
„Крал Лир“ (на английски: King Lear) е смятана за една от най-великите трагедии на Уилям Шекспир. Приема се, че е написана през 1605 г. и се основава на легендата за крал Лир, крал на бритите от VIII век. Неговата история още преди Шекспир е била разказвана от хроники, поеми и проповеди.
Произведението изобразява постепенното навлизане на едноименния герой в света на лудостта, след като е взел решение да разпредели кралството си между две от трите си дъщери, спрямо тяхното ласкателство към него. Това му действие довежда до трагични последствия за всички.
Първия препис на пиесата, първоначално изготвена през 1605 или 1606 г. с първото си представяне на деня на св. Стефан, бил публикация от 1608 г.; с несигурен произход, в който пиесата е отбелязана като история. Това може да е чернова или да отразява първоначалния текст. Трагедията на крал Лир, по театрална преработка, била включена към Първото фолио от 1623 г. Съвременните редактори обикновено обединяват двете, въпреки че някои настояват, че всяка версия има своя собствена индивидуална цялост, която трябва да бъде запазена.
След Реставрацията в Англия, пиесата била представяна с щастлив, нетрагичен край за публиката, която не харесвала мрачния и депресиращ тон, но от XIX век оригиналната версия на Шекспир се считала за едно от неговите върховни постижения. Трагедията е бележита заради наблюденията върху характера на човешкото страдание и родство. Джордж Бърнард Шоу пише: „Няма човек, способен да напише по-добра трагедия от Лир.“

## Сюжет
Пиесата започва, когато Крал Лир взема решение да абдикира от трона и раздели своето кралство на три между своите три дъщери Гонерила, Регана и Корделия. Двете по-големи дъщери са вече омъжени, но Корделия е много повече търсена за жена, отчасти понеже е любимката на Лир. Когато той се опитва да раздели кралството си между трите си обожаващи го и ласкаещи го дъщери, планът пропада. Корделия се отказва да участва в надпреварата от ласкателства с по-големите си сестри, понеже смята, че така ще опорочи истинските чувства, които изпитва към своя баща. Но Лир, засегнат от поведението ѝ, разделя дяла ѝ между Гонерила и Регана. Корделия е изпратена в изгнание. Въпреки че е оставена без наследство и изгонена, кралят на Франция се оженва за нея, защото оценява нейната искреност и отчасти защото това му дава повод да нахлуе в Англия с цел да я завземе.
Скоро след като абдикира, Лир открива, че Гонерила и Регана са го предали, и последват караници и скандали.

## Място на действието
Действието се развива в Британия.
В първо действие сцената започва в двора на краля. Повечето от събитията във второ, трето и началото на четвъртото действие се редуват между замъка на граф Глостър и бурната нощ в пустошта. От втората част на четвъртото действие, събитията започват да се развиват край местността Дувър, местните скали и лагерите на британците и французите.

## Действащи лица
- Лир – крал на Британия
- Гонерила – най-голямата дъщеря на Лир
- Регана – втората дъщеря на Лир
- Корделия – най-малката дъщеря на Лир
- Френският крал – кандидат за ръката на Корделия, по-късно и неин съпруг
- Бургундският княз – кандидат за съпруг на Корделия
- Корнуолският княз – съпруг на Регана
- Олбанският княз – съпруг на Гонерила
- Граф Кент
- Граф Глостър
- Едгар – законен син на Глостър
- Едмънд – извънбрачен син на Глостър
- Кюран – придворен
- Старец – изполичар на Глостър
- Лекар – при Корделия
- Шут – на Лир
- Освалд – домоуправител на Гонерила
- Капитан – на служба при Едмънд
- Благородник – от обкръжението на Корделия
- Глашатай
- Слуги – на Корнуолския княз
- Рицари от свитата на Лир, офицери, пратеници, войници, придворни.

## Резюме

### Първо действие
Крал Лир от Британия, възрастен и желаещ да се оттегли от отговорностите си към монархията, решава да разпредели земите си между трите си дъщери – Гонерила, Регана и Корделия. Обявява, че ще даде най-голямата част на онази, която го обича най-много.
| „ | коя от вас най-много ни обича, та да пръснем там свойта щедрост, дето тя най-много заслужена е! | “ |

Най-голямата – Гонерила, говори първа:
| „ | Обичам ви аз, сър, над туй, което със слово се изказва! Вий за мен сте по-драг от свобода, светлик, простор, по-скъп от всичко ценно или рядко, по-мил от цял живот във Божа милост! Дете не е облъхвало баща си със обич като мойта и пред нея речта е бедна, говорът – безсилен! Така обичам ви и тези думи все пак не казват колко ви обичам! | “ |

Трогнат от нейното ласкателство, Лир ѝ дава нейния дял. След това присъжда на Регана нейния дял, след думите ѝ:
| „ | От същия метал съм аз, от който излязла е сестра ми, и ценя се наравно с нея. Нейните слова изказват същината и на мойта любов към вас, пропускайки, че аз противница съм, сър, на всички други най-тънки радости на сетивата и щастие единствено изпитвам в това да ви обичам, ваша милост! | “ |

Когато идва редът на най-малката и любима дъщеря, Корделия, тя отначало отказва да говори:„Нищо, милорд.“ и тогава заявява, че нищо не може да се сравни с нейната любов, нито има думи, подходящи да я изразят.
| „ | Добри ми господарю, живот, храна и обич аз от вас получих и за тях ви се отплащам със послушание, любов и почит. Защо сестрите ми са се венчали, щом казват, че обичат само вас? Ако ме вземе някой, той ще вземе и част от мойте обич, грижа, дълг. Не бих могла – подобно на тях двете — да встъпя в брак, за да обичам само родителя си! | “ |

Тя отговаря честно и прямо, което вбесява Лир. В своя гняв той лишава от наследство Корделия и разделя нейния дял между сестрите ѝ. Графът на Глостър и графът на Кент наблюдавали тази сцена. Разделяйки земите си между Гонерила и Регана, Лир разделя земите си на равни части между благородниците – Обланския княз (съпругът на Гонерила) и Корнуилския княз (съпруга на Регана). Кент възразява срещу несправедливото отношение на Лир спрямо Корделия, вбесен от протестите на Кент, Лир го прогонва от своята страна. Тогава Лир призовава княза на Бургундия и краля на Франция, и двамата предлагали преди брак на Корделия. Разбирайки за нейното обезнаследяване, князът на Бургундия оттегля своето предложение, но кралят на Франция, впечатлен от нейната честност, пожелава тя да му стане жена, въпреки че е лишена от бащиното наследство. Кралят на Франция е потресен от решението на Лир, защото до този момент бащата е ценял високо Корделия и я е облагодетелствал. През това време Глостър е представил своя незаконен син Едмънд на Кент. Лир обявява, че ще живее заедно с Гонерила и Регана и техните съпрузи, като ще стои при всяка по месец. Той си запазва свитата от сто рицари, за да подкрепя дъщерите си. Гонерила и Регана говорят тайно как техните обяснения в любов били фалшиви и че намират Лир за един глупав старец.
Извънбрачният син на Глостър, Едмънд, негодува срещу своя незаконен статут и планира да се отърве от по-големия си брат Едгар. Той подмамва баща си със забравено писмо, карайки го да мисли, че Едгар планува да превземе земята. Кент се връща от изгнаничеството, наричайки се Кай, и Лир го наема като прислужник. В къщата на Гонерила Лир и Кент спорят с Освалд. Лир разбира, че след като вече има власт, Гонерила не го уважава. Тя му заповядва да намали броя на личната си свита. Показва високомерие и неуважение. Вбесен, Лир тръгва към дома на Регана.
| „ | О, ад и пъкъл! Седлай конете! Свитата на крак! Чудовище, аз няма да ти преча! Бог дал ми е и друга дъщеря! | “ |

Шутът упреква Лир за неговата глупост да даде всичко на Регана и Гонерила и предвижда, че Регана ще се отнесе също толкова зле с него: „Ще видиш, че другата ти дъщеря ще се отнесе към теб по същия начин, защото, макар тя да прилича по вид на тази, колкото киселицата прилича на сладката ябълка, аз си знам, каквото си знам.“

### Второ действие
Едмънд научава от Кюрън, придворен, че е възможно да има война между Корнуолския княз и Олбанския княз, и че Регана и Корнуолския княз ще пристигнат в двореца на Глостър същата вечер. Възползвайки се от тяхното посещение, Едмънд е готов да се възползва от това за своите планове. Той убеждава Едгар да избяга сам. Едмънд инсценира атака от страна на Едгар и Глостър напълно се убеждава в намеренията на сина си. Той напълно обезнаследява Едгар и го обявява за беглец. Регана убеждава Глостър, че Едгар се държи така, защото е бил убеждаван от рицарите на Лир да предаде баща си. Едмънд се съгласява да служи на Корнуолския княз.
Носейки писмото на Лир до Регана, Кент среща Освалд отново в дома на Глостър, скарва се с него и става съмнителен за Регана и нейния съпруг, затова е пратен в затвор. Когато Лир пристига, той възразява срещу лошото отношение към неговия пратеник, но Регана е пренебрежителна към баща си също като Гонерила.
Кратката трета сцена показва, че Едгар бяга в гората. Той решава да се предпази се представи за Том без дом, и да се преструва на луд.
| „ | Като „Том без дом“ все пак си нещо; като Едгар – нищо! | “ |

Четвъртата сцена връща действието обратно в замъка Глостър. Лир пристига и намира граф Кент заключен. Той е ужасен, че е арестуван от дъщеря му. Кент описва обстоятелствата, при които е арестуван, а Лир иска да се изправи срещу дъщеря си. Той призовава Глостър да призове и Регана. Тя отказва да приеме баща си. Лир е разярен, но безсилен. Гонерила пристига и подкрепя доводите на сестра си срещу него. Лир се оставя изцяло на гнева си. Той се втурва навън в бурята, придружен от Шута. По-късно Кент го последва, за да го защити. Глостър протестира срещу лошото отношение към Лир. Единствената компания на Лир остават Кент и Шута. Скитайки се в пустошта след бурята, Едгар, в образа на лудия Том, среща Лир. Докато Едгар бърбори безсмислици, Лир се отрича от дъщерите си. Кент им намира подслон.

### Трето действие
Третото действие се извършва в пустошта, по време на нестихващата буря и в замъка граф Глостър.
В четвъртата сцена (с изключение на Корделия) всички „герои“ на драмата се срещат едновременно на едно място – навесът: Лир, неговият слуга Кай (Кент), Шута, Глостър, Том без дом (синът на Глостър – Едгар). Историята на Лир кулминира с въображаемата съдебна сцена: „Откривам съд над тях!“
В седмата сцена Едмънд предава Глостър на Регана и Корнуолският княз. Той разкрива доказателства, че баща му знае за предстояща френска инвазия, целяща да върне Лир на трона. И реално френска армия пристига в Британия, след като Едмънд заминава с Гонерила да предупреди Олбанският княз за инвазията, Глостър е арестуван. Регана и Корнуолският княз изтръгват очите на Глостър. В това време слуга става свидетел на сцената, и изпълнен с гняв, напада Корнуолският княз, ранявайки го смъртоносно. Регана убива слугата и казва на Глостър, че Едмънд го е предал. Глостър разбира, че Едгар е бил оклеветен. Регана заповядва той да бъде изхвърлен навън, оставяйки го също да се скита из пустошта.
| „ | Изритайте това животно вън! Със нос да души пътя си към Довър! | “ |

### Четвърто действие
Четвъртото действие се играе предимно в Довър и около града.
Едгар, в образа на лу]ия, среща своя ослепен баща в пустошта. Глостър, не разпознавайки го, умолява Том да го отведе до скалата в Довър, за да може да се хвърли от там. Гонерила открива, че намира Едмънд за по-привлекателен от честния ѝ съпруг Олбанския княз, пред когото тя има страхопочитание. Олбанския княз страда от гузна съвест – той е отвратен от отношението на сестрите към Лир и манипулирането на Глостър и се отрича от съпругата си. Гонерила изпраща Едмънд обратно при Регана. Получавайки новините за смъртта на Корнуолския княз, тя се страхува, че овдовялата ѝ сестра може да отмъкне Едмънд и да му изпрати писмо чрез Олбанския княз. Вече сам с Лир, Кент го води към френската армия, която е придружена от Корделия. Но Лир е полудял и ужасно засрамен от предишната си безразсъдност. С подстрекателството на Регана, Олбанския княз обединява армията си с нейната срещу Франция. Подозренията на Гонерила спрямо Регана се потвърждават. Регана правилно се досеща за смисъла на нейното писмо и заявява, че е по-добра партия за Едмънд. Едгар се преструва, че води Глостър към скала, тогава променя гласа си и казва на Глостър, че е чудодейно оцелял след ужасно падане.
Появява се Лир, вече напълно луд. Той казва, че целият свят е покварен и времето му изтича.
Появява се Освалд, все още търсещ Едмънд. По заповед на Регана, той се опитва да убие Глостър, но бива убит от Едгар. В джоба на Освалд Едгар намира писмото на Гонерила, в което тя подстрекава Едмънд да убие съпруга ѝ и да я вземе за своя съпруга. Кент и Корделия поемат отговорността за Лир, чиято лудост бързо преминава. Регана, Гонерила, Олбанския княз и Едмънд срещат своите сили. Олбанския княз настоява да се сражават с френската армия, но да не нараняван Лир или Корделия. Двете сестри жадуват за Едмънд, който е правил обещания и на двете. Той обмисля положението и планува убийствата на Олбанския княз, Лир и Корделия. Едгар дава писмото на Гонерила на нейния съпруг. Армиите се срещат в битка, британците надделяват над французите. Лир и Корделия са заловени. Едмънд отпраща Лир и Корделия с тайна заповед от него (представляващ Регана и нейните сили) и Гонерила (представяща тези на Олбанския княз) са за екзекуцията на Корделия.

### Пето действие
Победоносните британски лидери се събират и овдовялата Регана обявява, че ще се омъжи за Едмънд. Но Олбанският княз изобличава интригите на Едмънд и Гонерила и обявява Едмънд за предател. Регана се умира, защото е отровена от Гонерила и е съпроводена зад сцената, където умира. Едмънд предизвиква Олбанският княз, който настоява за правосъдие чрез двубой. Едгар се появява, маскиран и в броня, и предизвиква Едмънд на дуел. Никой не знае кой е той. Едгар нанася фатална рана на Едмънд, въпреки че той не умира веднага.
Олбанският княз се изправя пред Гонерила с писмото, предназначено да бъде неговата смъртна присъда. Тя побягва засрамена и ядосана. Едгар се разкрива и съобщава, че Глостър е умрял зад кулисите от изненада и радост, научавайки, че Едгар е жив след като той се е разкрил пред баща си. Зад кулисите Гонерила се самоубива след като всичките ѝ зли планове биват осуетени.
Умиращият Едмънд решава да спаси Лир и Корделия. Неговото признание обаче идва твърде късно. Скоро след като Олбанският княз праща хора, които да оттеглят заповедите на Едмънд, Лир влиза, носейки трупа на Корделия в ръце, оцелял убивайки екзекутора. Кент влиза и Лир го разпознава. Олбанският княз умолява Лир да се върне на трона, но също като Глостър, изпитанията, през които е преминал, най-накрая надделяват и той умира. Тогава Олбанският княз моли Кент и Едгар да заемат трона. Кент отказва, обяснявайки, че неговият господар го призовава на пътешествие и той трябва да го последва. Пиесата завършва:
| „ | „Не можем в толкоз скръб да съдим строго. Бе много стар и се настрада много. При тези мъки ние с вас едва ли до тази възраст бихме издържали!“ | “ |

## Литературни конфликти
- Джордж Ромни[12] – „Лир в бурята“, Крал Лир, III действие, II сцена[13] „човек срещу човек“ – Гонерила и Регана първоначално се съюзяват помежду си, за да спечелят колкото е възможно повече мощ и богатство. В картината се появява Едмънд, който подмолно кара и двете да се влюбят в него, става виновника за напрежението между сестрите. В резултат на обещанието си за любов към двете жени, Гонерила трови Регана. След като Регана умира и съпругът на Гонрила Олбанския княз разкрива, че знае за предателството и тя се самоубива.
- „човек срещу себе си“ – Крал Лир осъзнава, че е допуснал грешка, предоставяйки своето царство и правомощия на Гонерила и Регана, и пълното отричане от Корделия. Той толкова се разкайва от тази тежка грешка, че постепенно губи връзка с действителността. Тази негова грешка и вътрешна борба го водят до лудост.
- „човек срещу общество“ – Едмънд, който е незаконен син, претендира за земите или собствеността на баща си – граф Глостър. Той не смята, че е справедливо да получава по-малко, само защото баща му е имал незаконна връзка. Но тъй като законите на благородното общество диктува, че незаконните деца нямат право да получат наследство. То се полага само и единствено на законния наследник. Едмънд иска да промени това, като настройва баща срещу син.
- „човек срещу природа“ – Когато крал Лир осъзнава сериозната грешка, която е прави, поверявайки на Гонрила и Регана властта, тази вътрешна нестабилност у самия него се отразява в бушуващата буря, която превзема нощта. Бурята заплашва здравето на Лир

## Теми
- Глупост и манипулация – освен Крал Лир, така и Глостър са глупави, защото прибързано, без да се замислят, вярват в лъжливите думи на своите измамни деца, което им позволява лесно да бъдат манипулирани. Дъщерите на Лир го манипулират с думите си, за да го накарат да повярва, че заслужават парче от царството. Корделия, чрез отказа си, довежда Лир до решението да я лиши от богатство и да я прогони, защото е твърде глупав, за да види, че нейната искреност се крие в нейния отказ да го укроти с безсмислени, лъжовни думи. За да премине по-нататък към този пункт, Крал Лир позволява на Шута да бъде един от най-близките му довереници, а Шута непрестанно напомня на краля за глупостта му. Глостър, също благодарение на глупостта си позволява да бъде заблуден от грешния син, и да се откаже от детето, което впоследствие му помага.
- Текстът като морална институция – Шекспир е известен с това, че използва пиесите си, за да изпрати на монархията сериозни морални предупреждения. Крал Лир доставя две важни морални инструкции за благородството, които заслужават да бъдат отбелязани. Крал Лир, докато е в бурята, смята, че като крал, никога не е имал време да разбере затрудненията на бедните хора. Той предлага, че благородството трябва да излезе и да научи какво е да бъдеш „нещастник“ и след това да споделиш повече богатство с тях, за да създадеш по-справедлив свят. Вторият случай е когато Глостър казва на Том, че богатият човек трябва да изпитва скръб и агония, така че той ще бъде принуден да разпределя.
- Алчността – показана най-добре, чрез образите на двете дъщери Гонерила и Регана.
- Обратно изкупление – докато Лир и Глостър позволяват на техните недостатъци да им пречат и да направят сериозна грешка. В края на трагедията те успяват да се срещнат с децата, които са отритнали и пренебрегнали и да поискат прошка с тях. Това изкупление не ги освобождава от вина и скръб, но дава известна корекция на грешките им, преди да умрат.

## Мотиви и символи
- Лудостта – основният мотив, около който се развива цялата трагедия. Лудостта на Лир преминава през няколко фази. В началото той е със здрав разсъдък, след това полудява, за да достигне до просветление, да помъдрее и осъзнае грешката си. По време на бурята Лир е истински луд. Появява се „лудостта като професия“ – образа на Шута и „лудостта по неволя“ – в образа на Едгар представящ се като Том без дом. Проблемът за лудостта се открива като резултат от кризата, в която попада Лир, загубвайки фундамент на своята екзистенция (проф. Марко Марков – „разпад на личността“).[14]
- Слепотата – както Крал Лир, така и граф Глостър изпитват метафорична слепота, която ги кара да пропуснат очевидната преданост и любов на честните им деца, в полза на ласкателството и лъжите на другите деца. Тази слепота в крайна сметка води до тяхното разрушение, а после до смъртта им. Глостър също страда от физическа слепота. Ослепен от Корнуолския княз и Регана.
- Властта – Лир дотолкова се е вкоренил във властта си, че все пак не може да се раздели с нея. Дори след поделянето на всичко между дъщерите си, не може да остане без присъщите за властта привилегии. Той е зависим от нея – властването е постамент на неговата екзистенция. Когато той остава без нея, изпада в криза. Проблемът за властта е разгледан през призмата на наследяването. Две паралелни линии: Лир и дъщерите му – разпределяне на кралството и Глостър и синовете му. Наследяването при Шекспир се приема като акт на признаване или отхвърляне – признаване като пълноправен син или дъщеря. Бащинската функция на Лир е срасната с кралската. Той дава, но в замяна иска да получи нещо – в знак на уважение държи да запази свитата си, отношението и почитта като към крал.
- Бурята – в точното време, когато крал Лир осъзнава истинския характер на дъщерите си Гонерила и Регана, както и грешката му към Корделия, голяма буря започва. Бурята, като природна стихия, показва вътрешния бунт на Лир. Тя дори му се струва по-благоприятна от самите му дъщери.
- Преобличането както Едгар, така и Кент трябва да използват прикрития, за да се скрият, докато изпълняват целите си. Кент иска да запази здравия разум и царството на краля и да го предпази от злите му дъщери. Той се прикрива и става верен служител на царя, като същевременно поддържа отворена линия на комуникация с Корделия. По същия начин Едгар трябва да се прикрие, избирайки да се простори на просяк.
- Класическите култури – по време на пиесата героите посочват различни гръцки и римски богове и идеи. Крал Лир често извиква боговете за търпение, или гняв. Споменават Аполон, Юпитер, Джоу, Джуно и Купид. Едгар, като „Том“ споменава Нерон. Крал Лир нарича Едгар „гръцки философ“.
- Приказен мотив – Шекспир пренася легендарни, приказни модели в трагедията си. За най-малкия брат/сестра – най-малката сестра Корделия е израснала при същите условия, но все пак тя остава различна от по-големите си сестри.

## Литературни източници
Пиесата на Шекспир, базирана на множество разкази за легендарната личност Лир от Британия, чието име било свързвано от някои учени с бритонския бог Лир/Лайр (Lir/Llŷ). Въпреки че имената всъщност не са етимологично свързани. Най-важният източник на Шекспир може би е второто издание на „Хроники на Англия, Шотландия и Ирландия“, публикувано през 1587 г. от Рафаел Холиншед. Самият Холиншед намира историята в по-ранната „История на британските крале“ (на английски: Historia Regum Britanniae) от Галфрид Монмутски, написана през XII век. „Кралицата на феите" от Едмънд Спенсър, публикувана 1590 г., също включва герой на име Корделия, която също е обесена, както в „Крал Лир“.
Други възможни източници са:
- „Крал Лейр“ (на английски: King Leir)[20] – анонимната пиеса, публикувана 1605 г.;[21]
- „Огледалото за магистратите“ (на английски: The Mirror for Magistrates) (1574) от Джон Хигинс;
- „Бунтовникът“ (на английски: The Malcontent)(1604) от Джон Марстън;
- „Есета“[22] от Мишел дьо Монтен,[23] преведени на английски от Джон Флорио през 1603 г.;
- „Историческо описание на остров Британия“ (на английски: An Historical Description of Iland of Britaine) (1577) от Уилям Харисън;[24]
- „Останки свързани с Британия“ (на английски: An Historical Description of Iland of Britaine) (1606) от Уилям Кеймдън);
- „Англия на Албион“ (на английски: Albion's England) (1589) от Уилям Уорнър
- „Декларация за изключителни попски шарлатанства (от англ. Declaration of egregious Popish Impostures) (1603) от Самюъл Харснет – осигурява някои от репликите, използвани от Едгар докато се преструва на луд.

„Крал Лир“ е също литературен вариант на често срещаната приказка:
- Историята на Крал Лир„Любов като сол“ (на английски: Love Like Salt),[25] написана 923, в която баща отхвърля своята най-малка дъщеря, при изложение на нейната любов към него, което не го задоволява.

Източника на второстепенната сюжетна линия, включваща Глостър, Едгар и Едмънд, е приказка на Филип Сидни „Графинята на Аркадия“ (1580 – 90) (на английски: The Countess of Pembroke's Arcadia) със сляп пафлагонски крал и неговите синове Леонит и Плексит.

### Промяна от литературните шаблони
Освен второстепенната сюжетна линия, включваща графа на Глостър и неговите синове, основното нововъведение на Шекспир е смъртта на Корделия и Лир в края. В разказ от Галфрид Монмутски(от англ. Geoffrey of Monmouth), Корделия връща Лир на трона и го наследява след неговата смърт. През XVII век Шекспировия трагичен край бил много критикуван, затова била написана алтернативна версия от Наум Тейт (от англ. Nahum Tate), в която главният герой оцелява, Едгар и Корделия се женят (въпреки годежа ѝ с краля на Франция).

## Период и текст
Въпреки че точната дата на написване не може да бъде определена, много академични редактори на пиесата посочват периода между 1603 и 1606 г. Най-късно може да е написана през 1606 г., тъй като Stationers' Register отбелязва представление на 26 декември 1606 г. Годината 1603, от друга страна, произхожда от думите в речите на Едгар, които може да са заимствани от „Декларация за изключителни попски шарлатанства на Самюъл Харснет от 1603 г.
Р. А. Фоукс настоява за периода 1605 – 1606, защото един от източниците на Шекспир, „Истинските исторически хроники на крал Лейр“, е бил публикуван през 1605 г. Близки съответствия между тази пиеса и Шекспировата предполагат, че е възможно той да е работил от текст отколкото от припомняне на представление.
Франк Кермод напротив – в Riverside Shakespeare разглежда възможността публикацията за Лейр да е била в отговор представление на вече написаната Шекспирова пиеса. Отбелязвайки сонет от Уилям Стрейчи, който може да има прилики с Лир, Кърмод прави заключение, че „1604 – 5 изглеждат добър компромис“.
Съвременната версия на „Крал Лир“ произтича от три източника: два кварта публикувани през 1608 (Q1) и през 1619 (Q2) и версията в „Първото Фолио“ (Q1). Разликите между тези версии са значителни. Q1 съдържа 285 реда, липсващи в F1; F1 съдържа около 100, които ги няма в Q1. Също така поне 1000 самостоятелни думи са променени между текстовете. Всеки текст има напълно различен пунктуационен стил и повече от половината стихове в F1 са или в проза, или са разграфени по различен начин в Q1.
Ранните редактори, започвайки с Александър Поуп, събират двата текста, създавайки съвременната версия, която е считана за универсална в продължение на векове. Съчетаната версия е родена от хипотезата, че Шекспир е написал само един оригинален ръкопис, за жалост вече изгубен, и че Кварто и Фолио версиите са интерпретации на този оригинал.
През 1931 г. Маделин Доранпредлага теза, в която определя, че двата текста имат напълно различен произход и че тези разлики между тях били критически интересни. Този аргумент обаче не се обсъждал, до края на 70-те години на XIX век, когато била съживена от Майкъл Уорън и Гари Тейлър. Тяхната теза, дори и спорна, събрала значително одобрение. Тя приема като факт, че кварта произтича от нещо близко до Шекспировите чернови, и че Фолиото е произлязло по някакъв начин от някаква книга, подготвена от Шекспировото общество или някой друг. Накратко, Q1 е авторска, докато F1 е театрална.
- The New Cambridge[36] публикува отделни издания на Q и F;
- Pelican Shakespeare[37] изданието съдържа и Квартото от 1608 г., и Фолиото от 1623 г., така и съчетания
- The Arden Shakespeare[38] изданието, редактирано от Р. А. Флокс е единственото скорошно издание, предлагащо традиционната съчетана версия.
- И Антъни Нътал от университета Оксфорд, и Харолд Блум от Йейл одобряват идеята, че Шекспир е редактирал текста поне веднъж през живота си.

## Анализи и критики

### Исторически интерпретации
Джон Ф. Денби в свето „Шекспирово учение за природата – изучаване на Крал Лир" (оригинал: Shakespeare's Doctrine of Nature – A Study of King Lear) (1949) твърди, че Лир драматизира сегашните значения на „природата“. Думите „природа“, „природен“ и „противоприроден“ производни думи с общ корен) възникват в пиесата повече от 40 пъти, отразявайки дебат в Шекспировото време относно това каква е била природата всъщност. Този дебат обхваща пиесата и това намира символичен израз в светкавичните промени в настроението на Лир. Има две силно контрастиращи гледни точки за човешката природа в пиесата:
- групата на Лир – (Лир, Глостър, Олбанският княз и Кент), илюстрирайки философията на Френсис Бейкън и Ричар Хукер[39]
- групата на Едмънд (Едмънд, Корнуолският княз, Гонерила, Регана), близка до гледна точка, по-късно формулирана Томас Хобс.

Освен двете мнения за природата, „Лир“ съдържа два възгледа за разума, изтъкнати в речите на Глостър и Едмънд за астрологията. Глостър: 
| „ | Тези затъмнения на слънцето и на луната напоследък не ни предвещават нищо добро! Както и да умуват върху тях природните науки, природата ни страда от зловредните им влияния. | “ |

Едмънд:
| „ | Природо, ти си моята богиня — на твоите закони аз ще служа! | “ |

Рационалността от страна на Едмънд е тази, към която съвременната публика се идентифицира по-лесно. Но тя носи такъв изявен рационализъм в абсолютни противоположности, че се превръща в лудост – „лудост в здравия разум“ на Лир – 
| „ | Здрав разум никога не би накичил тъй своя притежател! | “ |

 и това на Шута „мъдрост в глупостта“. Това предателство на разума се крие зад по-късния акцент на пиесата върху чувствата.
Двете „природи“ и двата „разума“ предполагат две общества. Едмън е „новият човек“, част от епохата на надпреварата, подозренията, славата, в контраст със старото общество, което се е западнало още от Средните векове, със своята вяра в сътрудничеството, разумно порядъчността и уважение към цялото като нещо по-велико от отделната част.
„Крал Лир“ е следователно алегория. Старото общество, с неговия луд крал, попада в заблуждение и е застрашено от новия Макиавелизъм. То е съживено и спасено от идеята за новия ред, въплътен в отхвърлената кралска дъщеря. Корделия, в алегоричен, троен образ на: човекът, етичният принцип (любов) и общността. Едмънд е последното велико изображение на Шекспир от страна на ренесансовия индивидуализъм – енергията, еманципацията, куражът, който е допринесъл толкова в наследството на Запада. Пиесата предлага алтернатива на феодално-макиавелската полярност, алтернатива, заложена:
- във френската реч

| „ | Любовта не любов, щом смесена е с разни съоръжения на нея чужди. | “ |

,
- в молитвите на Лир

| „ | Баща си, който тъй великодушно раздаде ви… О, Господи, натам е безумието! Трябва да се пазя! Ни дума вече! | “ |

Глостър:
| „ | Това е болестта на времето ни: луди водят слепи | “ |

- в образа на Корделия.

### Психоаналитични интерпретации
Предвид отсъствието на законни майки, Копелия Кахн представя интерпретация на психоанализата на „майчинския субект“, открит в пиесата. Според Кахн напредналата възраст на Лир го води към инфантилната диспозиция да търси любов, традиционно удовлетворявана от майката, но в отсъствието на истинска майка, неговите дъщери я заместват. Състезанието на Лир между Гонерила, Регана и Корделия служи за споразумение. Неговите дъщери ще вземат своето наследство при условие, че се грижат за него, особено Корделия, на чиято доброта той разчита най-много. Отказът на Корделия да му се посвети и да го обича като повече от баща е често интерпретиран като съпротива срещу кръвосмешение, но Кахн също вмъква и образа на отхвърлящата майка. Ситуацията се обръща към ролите „родител-дете“, в които лудостта на Лир е детински гняв, породен от лишаването от грижи. Дори когато Лир и Корделия са заловени заедно, неговата „детинска“ лудост продължава като си представя затвора, описвайки го с „детско“ въображение, където цялото същество на Корделия е отдадено на него. Чак със смъртта на Корделия нагласата дъщеря-майка намалява и така „Крал Лир“ приключва само с мъжки живи персонажи.
Зигмунд Фройд твърди, че Корделия символизира смъртта. Затова, когато пиесата започва с отхвърлящия дъщеря си Лир, може да се интерпретира като неговото отхвърляне на смъртта. Лир не желае да се изправи пред края на своето съществуване. Поразителната крайна сцена на пиесата, където Лир носи тялото на неговата обична Корделия, е била от голямо значение за Фройд. В тази сцена Корделия предизвиква осъзнаването на неговата тленност, или както го поставя Фройд, тя го кара да се примири с неизбежността на умирането. Логично е да се заключи, че Шекспир е имал нещо определено предвид със смъртта на Корделия, след като той е единственият писател, който я убива (във версията на Нейтън Тейл тя заживява щастливо, а в тази на Холиншед – тя връща баща си на трона и го наследява).
В същото време анализ, базиран на теорията на Алфред Адлер, предполага, че състезанието между дъщерите в първо действие има повече връзка с неговия контрол над неомъжената Корделия. В своето изследване върху характера на Едмънд, Харолд Блум го нарича „Най-оригиналният Шекспиров герой“. „
Гледната точка на Фройд за семейните романси, не се отнася до Едмънд. Яго от „Отело“ е свободен да преоткрива себе си всяка минута, но той има силни вълнения, дори и отрицателни. Едмънд от своя страна няма силни увлечения; той никога не е обичал никого и никога няма да го направи. От тази гледна точка, той е най-оригиналният герой на Шекспир.Трагедията в липсата на разбиране от страна на Лир за последствията от неговите искания и действия е често определяна като тази на разглезено дете, но също така е отбелязано, че неговото поведение е също толкова вероятно да бъде срещнато при родители, които никога не са свикнали с идеята за техните пораснали деца.

### Християнство
Критиците са разделени по въпроса дали Крал Лир представлява утвърждаването на определена християнска доктрина, или не. Сред тези, които смятат, че Лир е изкупил греховете си чрез страданието, са А. Брадли и Джон Риабатъз, който е написал: „чрез своето страдание, Лир печели просветлена душа“ (оригинал: „through his sufferings, Lear has won an enlightened soul“).
Други критици, които не намират доказателства за изкупление, подчертават ужасите на последното действие включително Джон Холоуай и Марвин Розенбърг.
Уилям Р. Елтън подчертава предхристиянската насоченост на пиесата.

### Приказки
В първото издание на „Детски и домашни приказки“ от Братя Грим, притурка към приказка номер 71 – „Принцеса Миша-кожа“ (на немски: Prinzessin Mäusehaut) се добавя забележката „както бащата тук, Крал Лир пита неговите дъщери“. (на немски: wie der Vater hier, so fragt König Lear seine Töchter).

## История на представленията

### XVII век
Шекспир е написал ролята на Лир за главния трагически актьор в неговата трупа – Ричард Бърбадж. Шекспир е пишел за все по-възрастни герои с развитието на техните кариери. Смята се също така, че ролята на Шута е била написана или за шута на трупата, Робърт Армин, или за едно от момчетата в групата, дубльор за Корделия. Само едно особено представление е известно за времето Шекспир – пред двора на крал Джеймс I в Уайтхол на 26 декември 1606 г. Оригиналните представления би трябвало да бъдат провеждани в „Глобус“ (Globe Theater), където е нямало декори в съвременен стил и героите са изразявали ролите си визуално с реплики и костюми: костюмът на Лир например би се променил в хода на пиесата, тъй като състоянието му запада – започвайки с корона и разкошни дрехи; после като ловец; беснеещ в бурята; и накрая, коронован с цветя в пародиен разрез с оригиналния му статут.
Всички театри били затворени от пуританското правителство на 6 септември 1642 г. При възстановяването на монархията през 1660 година, две нови групи били създадени:
- King's Company
- Duke's Company

Възобновен бил и съществуващият театрален репертоар, като бил разделен между тях. Вследствие на това до средата на XIX век се представяла не Шекспировата версия на „Крал Лир“, а „Историята на крал Лир“ от Нахум Тейт. Най-значителните му отклонения от Шекспир било да пропусне фигурата на Шута напълно, да въведе щастлив край, в който Лир и Корделия оцеляват и да развие любовна история между Корделия и Едгар (двама герои, които нямат допирни точки при Шекспир), която завършва с брак между двамата. Като повечето възстановени адаптации на Шекспир, Тейт се възхищава на естествения Шекспиров гений, но е сметнал, че може да подобри работата му според съвременните художествени стандарти (които до голяма степен се ръководят от неокласическите единици за време, място и действие).
Други промени включват даването на Корделия довереник на име Ейрант, привеждайки пиесата по-близо до съвременната идея за справедливост, и добавяне на любовни сцени между Едъмъд поотделно и с Регана, и с Гонерила. Има сцена, в която Едгар спасява Корделия от Едмънд, опитващ се да я отвлече и изнасили, и сцена, в която облича мъжки панталони, които биха разкрили глезените на актрисата. Пиесата приключва с празнуване на „благословеното кралско възкачване на трона“ – очевидна препратка към Чарлс IІ.

### XVIII век
В ранния XVIII век някои писатели започнали да възразяват срещу това „прекоронясване“ в адаптациите на Шекспир. Например в „The Spectator“ на 16 април 1711 Джоузеф Адисън пише „Крал Лир е възхитителна трагедия… както я е написал Шекспир, но с реформирането си според понятието за поетична справедливост, според моето скромно мнение, е загубило половината си красота.“ Въпреки това на сцената версията на [Тейт надделява.
Дейвид Гарик е бил първият актьор-ръководител, който започнал да връща елементи от Шекспировия оригинал към адаптацията на Тейт: той запазва основните промени на Тейт, включително щастливия край, но премахва много от репликите на Тейт, включително заключителната реч на Едгар. Той също така намалява значението на връзката между Едгар и Корделия, за да се съсредоточи повече върху тази на Лир и дъщерите му. Неговият вариант има силно емоционално въздействие: Лир, воден от лудостта на неговите дъщери, бил (по думите на един зрител, Артър Мърфи): „най-доброто трагично бедствие, което някой някога е виждал на сцена“ и в контраст – предаността показана на Лир от Корделия (комбинация от текстовете на Шекспир, Тейт и Гарик) води публиката до сълзи.
- Първото професионално изпълнение на „Крал Лир“ в Северна Америка вероятно са тези на трупата на Хейлъм (Old American Company), която пристига във Вирджиния през 1752 година и която добавя пиесата към репертоара си до тяхното заминаване за Ямайка през 1774.

### XIX век
Чарлз Лам разглежда отношението на Романтизма към „Крал Лир“ в неговото есе от 1811 година „Трагедиите на Шекспир, разгледани по отношение на тяхната пригодност за сценично представяне“ („On the Tragedies of Shakespeare, considered with reference to their fitness for stage representation“), където той казва, че пиесата „е невъзможна за представяне на сцена“. В театъра той твърди „да се види как Лир играе, да се види как старец се олюлява на сцената с бастун, как бива изгонен от дъщерите си в бурна нощ, няма нищо освен болезнено чувство и отвращение“ и все пак „докато го четем, ние не виждаме Лир, ние сме Лир – ние сме в неговия ум, ние сме в захлас от величието, което възпира злобата на дъщерите и бурята.
„Крал Лир“ е бил обект на спор от страна на политиците заради времето на лудостта на Джордж ІІІ и поради този факт не е бил представян изобщо в двата професионални лондонски театра от 1811 до 1820 година, но е бил обект на главна продукция в рамките на три месеца след смъртта му. Постепенно в XIX век се възвръща Шекспировият текст, заменяйки този на Тейт. Джон Филип Кембъл е представил повечето от Шекспировия текст, все още запазвайки трите основни елемента от варианта на Тейт:
- любовната история
- пропускането на Шута
- щастливия край

Едмънд Кийн играе „Крал Лир“ с неговия трагичен край през 1823, но се проваля и се завръща към предпочитаната версия на Тейт след само три представления.
През 1838 г. Уилям Макриди в Ковън Гардън представя версия, изцяло изчистена от преработките на Тейт. Възстановеният герой на Шута, бил изигран от актриса, Присила Хортън.
И последната поява на Хелън Фулсит като Корделия, мъртва в бащините ръце, става една от най-емблематичните викториански сцени.
Джон Форстър, пише в „Ревизьор“ на 14 февруари 1838, изразявайки надеждата, че „успехът на господин Макриди е прокудил този позор (версията на Тейт) от сцената завинаги. Но дори този вариант не е бил близък до този на Шекспир
Една от иновациите на Макриди – използването на структури подобни на Стоунхендж на сцената за подсилване на чувството за древна обстановка – се е задържала на сцената до XX век и може да бъде видяна в телевизионната адаптация от 1983 с участието на Лоурънс Оливиър.
През 1843 г. влиза в сила законът за регулиране на театрите, който слага край на монопола на двете съществуващи трупи и увеличава броя на театрите в Лондон. В същото време модата в театъра е „живописна“, оценявайки визуалните спектакли над сюжета или охарактеризирането и често изисква дълги сценични промени.
Например „Крал Лир“ Хенри Ървинг от 1892 предлага спектакъл като смъртта на Лир, гледана от под скалата Довър, неговото лице бива озарено от червената светлина на залязващото слънце; за сметка на репликите (съкратени 46% от тях, включително ослепяването на Глостър). Но представянето на Ървинг провокира силни емоции: един зрител, Гордън Крос, пише за първата поява на Лир: 
| „ | удивителна фигура с маси от бяла коса. Той се подпира на огромен меч в ножница, който той повдига с див вик в отговор на посрещането от неговите пазачи. Походката му, външният му вид, жестовете му разкриват благородния, могъщ ум, който вече деградира в старческа раздразнителност под предстоящите удари на скръб и старост. | “ |

Значението на визуализма за Ървинг, и за други театрални професионалисти от Викторианската ера, е илюстрирана от факта, че Ървинг е използвал картината на Форд Мадокс Браун „Корделия“ (Cordelia's Portion) като вдъхновение за вида на пиесата и че художникът предоставя скици за декорите на други сцени.

### XXвек
До средата на века, традицията на актьор-мениджъра намаляла и е заменяна, като театралните трупи наемат професионални директори като автори. Последния от великите актьор-мениджъри, Доналд Уолфит, играе Лир през 1944 в уподобена на Стоунхендж сцена.
Героят на Лир през XIX век често бил крехък старец, но Лировете от XX век често започвали пиесата като силни мъже, показващи царствена власт, включително Джон Гилъд, Доналд Уолфит и Доналд Синдън.
Корделия също еволюира през XX век: по-ранната представа за нея била на сладка, невинна и скромна, но Корделиите от XX век били често изобразявани като военни лидери.
- Пеги Ашкрофт, в RST (Royal Shakespeare Theatre) през 1950, играе ролята с нагръдник и с меч. По подобен начин, Шута еволюира през века, с изображения, произлезли от музикалните зали или цирковите традиции.
- В Стратфорд на Ейвън (Stratford-upon-Avon) през 1962 г. Питър Брук (който по-късно заснема пиесата със същия актьор, Пол Скофилд, в ролята на Лир) поставя действието пред огромна празна бяла сцена. За ефекта от сцената, където Лир и Глостър се срещат, две малки фигури в дрипи в средата на тази празнота, е казано (от Роджър Уорън), че хваща „едновременно човешкият патос… и универсалният мащаб… на сцената".[75]

Някои от репликите от радиопредаването били използвани от Бийтълс и били добавени към песента „"I Am the Walrus". Джон Ленън попаднал на пиесата, излъчвана по BBC Third Programme докато превъртал станциите, работейки върху песента. Гласовете на актьорите Марк Дигман, Филип Гард и Джон Брайнинг от пиесата са все използвани в песента.
Като други Шекспирови трагедии, „Крал Лир“ се оказва подлежащ на промени в други театрални традиции.
През 1989 г. Дейвид Макърви и Ийамкод Срийдарън адаптират пиесата и я превежда на малаялам за представление в Керала според традицията „Катакали“ – която се развила през 1600 г. по времето на Шекспир. По-късно представлението тръгва на турне и през 2000 г. се провежда в Шекспировия „Глобус“, завършвайки (по думи на Антъни Доусън) „един вид символичен кръг“ (в оригинал: a kind of symbolic circle).
- Онг Кенг Сен от 1997 г., може би по-радикална адаптация, включваща шест актьори, всеки представящ отделна азиатска традиция, всеки на свой различен език. Ключов момент е изпълнението на Пекинската опера на Older Daughter (сливане на Гонерила и Регана), където намушква Лир, който пада по лице на сцената; публиката е удивена от това, което описва като „триумф чрез движещата сила на новото изпълнение в самия момент на поражението на неговия герой“.[80]

### XXI век
През 2002 и 2010 г. Шекспировата трупа на Хъдсън от Ню Джърси поставя отделни представления като част от техния Shakespeare in the Parks.
- Версията от 2002 г. е режисирана от Майкъл Колинс и пренесла действието в Западна Индия, морска среда. Актьорите били облечени във вид, представящ различни карибски острови.
- Продукцията от 2010 г., режисирана от Джо Цицарели, е приела атмосферата на филма „Тъмният рицар“ (The Dark Knight) с палитра от червено и черно и действие в градски условия. Лир, в чиято роля е (Том Кокс) се появява като ръководител на мултинационалния конгломерат, който разделя богатството си между дъщеря му Гонерила (Бренда Скот), която е солистка, средната дъщеря Регана (Нойл Фейр) и дъщеря му Корделия (Емили Бест), която учи в университет.[82]
- През 2012 г. Питър Хинтън режисира First Nations продукция в Националния център на изкуствата в Отава, Онтарио, Канада, като постановката представя Алгонкин през XVII век. Актьорският състав включва Аугъст Шеленберг[83] като Лир, Били Мерасти[84] като Глостър, Танту Кардинал[85] като Регана, Кевин Лоринг[86] като Едмънд, Джани Лаузън,[87] съчетаващ Корделия и Шута, и Крейг Лаузън[88] като Кент.[89]

Тази концепция после ще бъде пресъздадена като част от серията Manga Shakespeare graphic, публикувана от Self-Made Hero, адаптирана от Ричард Апигнанеси и илюстрована от Иля.
- През 2015 г. театърът в Торонто[91] организира представяне в Горна Канада на фона на Горно канадското въстание от 1837 г. В него играе Дейвид Фокс[92] като Лир.[93]
- През лятото на 2015 – 2016 г. театралната група на Сидни[94] поставя „Крал Лир“, режисиран от Нейл Армфийлд,[95] Джефри Ръш[96] в главната роля и Робин Невин като Шута.

За лудостта в сърцето на пиесата, Ръш казва, че за него става дума за откриването на драматичното въздействие в неговата мания.
| „ | Това изглежда работи най-добре за намиране на уязвимост или съпричастност, където публиката може да погледне към Лир и да си помисли колко шокиран трябва да е този стар човек, прогонен от дъщерите си право в бурята. Това е сцена, която не бихте искали да видите при никое друго човешко същество някога. | “ |

- През 2016 г. театралната трупа на Talawa Theatre Company и Royal Exchange Manchester съвместно представят „Крал Лир“ с Дон Уорингтън[98] в главната роля.[98]Постановката, състояща се предимно от актьорски състав от чернокожи, е описана в „Гардиън“ (The Guardian): „толкова близо до окончателността, колкото може да бъде.“ („as close to definitive as can be“)[99] „Дейли телеграф“ (The Daily Telegraph)[100] казва: „Крал Лир на Дон Уорингтън е сърцераздирателен подвиг“.[101]
- „Крал Лир“ е бил изнасян също така от Кралската Шекспирова трупа[102] с Антъни Шер в главна роля. Изпълнението е режисирано от Грегъри Доран и е описано като съдържащо „сила и дълбочина“ („strength and depth“).[103]

## Екранни адаптации
- Първият филм за Крал Лир е петминутна немска версия, направена около 1905 г., която не е оцеляла.[104]
- Най-старата съществуваща версия е десетминутна студио базирана версия от 1909 г. на Vitagraph Studios
- Две версии, наречени Re Lear, са изработени в Италия през 1910 г. От тях версията на режисьора Джероламо Лоу Савио (от италиански: Gerolamo Lo Savio)[105] е заснета на място.
- Френска адаптация на Луи Фьойад от 1911 г. Le Roi Lear Au Village
- 1914 г. в Америка Ърнест Уорд разширява историята на час.
- Филмът на Джоузеф Манкевич[106] от 1949 г. House of Strangers често се смята за адаптация на Лир. Друга версия, смятана за по-забележителна:
- Западния римейк Broken Lance от 1954 г., ролята на собственик на ранчо се играе от Спенсър Трейси[107]

Единствените две значими екранни изпълнения на текста на Шекспир датират от началото на 70-те години на миналия век:
- „Крал Лир“[108] на Григорий Козинцев от 1971 г.
- Питър Брук заснема през 1971 г. своя „Крал Лир“[109]

Филмът на Брук категорично разделя критиците:
Полин Кейл каза: „Аз не просто не харесвам това производство, но го мразех!“ и предложи алтернативното заглавие „Night of the Living Dead“.
Робърт Хеч в „Нацията“ го определя за „отлично заснемане на пиесата, както може да се очаква“
- Джонатан Милър[112] два пъти режисира Майкъл Хордърн[113] в главната роля за английска телевизия: първата за Би Би Си Play of the Month[114] през 1975 г. и втората за BBC Television Shakespeare[115] през 1982 г.
- Също за английската телевизия Лорънс Оливие[116] играе ролята в King Lear (TV programme) 1983 г. за телевизията в Гранада.
- През 1985 г. се появява основна екранна адаптация на пиесата: Ran, режисиран от Акира Куросава.[117] По това време най-скъпият японски филм, който някога е правен.[118]
- 1973 г. „Театър на кръвта“.[119] – пародиен филм на ужасите
- 1983 г. „The Dresser“[120]
- 1990 г. Where the Heart Is[121] на Джон Бурмен[122] Където
- Франсис Форд Копола умишлено включва елементи от Лир в своето продължение от 1990 г. „Кръстникът III“, включително опитите на Майкъл Корлеоне да се оттегли от престъпността и смъртта на дъщеря му в прегръдките му.
- 1997 г. Джоселин Муорхус режисира филма „Хиляда акра“,[123] който е базиран на едноименния роман на Джейн Смайли[124]
- През 2001 г. пиесата е адаптирана към света на гангстерите в „Моето кралство“ (My Kingdom) на Дон Бойд – версия, която се различава от всички останали, започвайки с героя Сандеман, изигран от Ричард Харис, в любовна връзка със съпругата си. Насилствената ѝ смърт отбелязва началото на все по-мрачна и насилствена верига от събития, имащи „сериозни паралели“.[125]
- 2003 г. американската телевизия адаптация Кралят на Тексас (King of Texas), Джон Лир, изигран от Патрик Стюарт,
- 2016 г. адаптация „Крал Лир“ с участието на Дон Уарингтън в главната роля
- През 2017 г. Карл Бесай написва и режисира една модерна адаптация на Крал Лир със заглавие The Lears

## Крал Лир в България
Крал Лир се поставя на сцена в:
- Народен Театър „Иван Вазов“ – пиеса на Явор Гърдев, Наум Шопов-ролята на Лир, освен него участват Мария Каварджикова, Жорета Николова, Юлиан Вергов, Йосиф Шамли, Деян Донков, Валентин Ганев, Иван Радоев, Владимир Карамазов, Валери Йорданов, Захари Бахаров.[126]

През 2006 г. с постановката Наум Шопов бележи 75-годишния си рожден ден. През същата година пиесата в Народния театър „Иван Вазов“ печели „Аскеер“ за най-добро представление.
В класация – 10 от най-добри театрални постановки в последните години podmosta.bg поставя постановката на Явор Гърдев на второ място.
- Драматичен театър Пловдив на 10 септември 2012 г. с премиера на постановката Крал Лир[130] открива театралният фестивал „Сцена на кръстопът“[131]
- На 27 март 2013 г. Крал Лир се поставя едновременно на две сцени – Драматичен театър Пловдив и Театър София[132]

### Вторични източници
- Аникст, Александър. Шекспир. Занаятът на драматурга.   София, Наука и изкуство, 1980.
- Гилилов, Иля и др. Играта Уилиам Шекспир или Тайната на Великия Феникс.   Фондация Пространство Култура, 2002.
- Минков, Марко. Шекспир. Епоха и творчество.   София, ИК „Ролис-прес“, 1991.
- Марко Минков. Предговор към Уилям Шекспир. Събрани съчинения. Том 3. Трагедии
- Марко Минков. Предговор към Уилям Шекспир. Събрани съчинения. Том 4. Трагедии
- Марко Минков. Предговор към Уилям Шекспир. Събрани съчинения. Том 5. Исторически драми
- Марко Минков. Предговор към Уилям Шекспир. Събрани съчинения. Том 6. Исторически драми
- Хаджикосев, Симеон. Западноевропейска литература V-XVII в. Част I.   София, Издателска къща CIELA, 2000.

### Чуждестранни източници
- Brode, Douglas. Shakespeare in the Movies: From the Silent Era to Today.   Berkley Boulevard, 2001. ISBN 0-425-18176-6.

- Burt, Richard Backstage Pass(ing): Stage Beauty, Othello and the Make-up of Race in Burnett and Wray pp. 53 – 71.
- Dawson, Anthony B. International Shakespeare in Wells and Stanton pp. 174 – 193.
- Ekwall, Eilert. English River-names.   Oxford, Clarendon Press, 1928.
- deGrazia, Margreta. The Cambridge Companion to Shakespeare.   Cambridge University Press, 2001. ISBN 0-521-65881-0.
- Gay, Penny Women and Shakespearean Performance in Wells and Stanton pp. 155 – 173.
- Keenan, Siobhan. Acting Companies and Their Plays in Shakespeare's London. London: Arden, 2014. 86 – 92.
- Jackson, Russell (b) Shakespeare and the Cinema in deGrazia and Wells pp. 217 – 233.
- Jackson, Russell (c) Shakespeare on the Stage from 1660 to 1900 in Wells (a) pp. 187 – 212.
- Lan, Yong Li Shakespeare and the Fiction of the Intercultural in Hodgdon and Worthen pp. 527 – 549.
- Lehmann, Courtney The Postnostalgic Renaissance: The 'Place' of Liverpool in Don Boyd's My Kingdom in Burnett and Wray pp. 72 – 89.
- Marsden, Jean I. Improving Shakespeare: from the Restoration to Garrick in Wells and Stanton pp. 21 – 36.
- McKernan, Luke. Walking Shadows: Shakespeare in the National Film and Television Archive.   British Film Institute, 1994. ISBN 0-85170-486-7.
- Moody, Jane Romantic Shakespeare in Wells and Stanton pp. 37 – 57.
- Rosenthal, Daniel. 100 Shakespeare Films.   British Film Institute, 2007. ISBN 978-1-84457-170-3.
- Schoch, Richard W. Pictorial Shakespeare in Wells and Stanton pp. 58 – 75.
- Shakespeare, William. King Lear.   The Arden Shakespeare (Third Series) Methuen Drama, 1997. ISBN 978-1-903436-59-2.

- The Division of the Kingdoms: Shakespeare's Two Versions of King Lear.   Oxford, Clarendon Press, 1983. ISBN 978-0-19-812950-9.
- Taylor, Gary (b) Shakespeare Plays on Renaissance Stages in Wells and Stanton pp. 1 – 20.
- Warren, Roger Shakespeare on the Twentieth-Century Stage in Wells (a) pp. 257 – 272.
- Wells, Stanley (b). Oxford Shakespeare Topics: Shakespeare in the Theatre, An Anthology of Criticism.   Oxford University Press, 1997. ISBN 978-0-19-871176-6.